# Sinoxylon indicum
Sinoxylon indicum là một loài bọ cánh cứng trong họ Bostrichidae. Loài này được Lesne miêu tả khoa học năm 1897.